# La Vie intellectuelle
La Vie intellectuelle est une revue catholique française créée en 1928 par le père dominicain Marie-Vincent Bernadot, à la demande du pape Pie XI et avec l'appui de Jacques Maritain. La parution cessera en 1956.